# Lista över fornlämningar i Ulricehamns kommun (Södra Vånga)
Lista över fornlämningar i Ulricehamns kommun (Södra Vånga) är en förteckning av ett urval av de fornlämningar som finns i Södra Vånga i Ulricehamns kommun.
| Namn                         | Lämningstyp  | Tillkomsttid | Historisk indelning        | Plats | Läge                 | ID-nr          | Bild                                 |
| ---------------------------- | ------------ | ------------ | -------------------------- | ----- | -------------------- | -------------- | ------------------------------------ |
| Södra Vånga 1:1              | Stensättning |              | Södra Vånga, Västergötland |       | 57.930687, 13.359085 | 10179000010001 | Ladda upp en bild av detta fornminne |
| Södra Vånga 2:1              | Stensättning |              | Södra Vånga, Västergötland |       | 57.933514, 13.363559 | 10179000020001 | Ladda upp en bild av detta fornminne |
| Södra Vånga 2:2              | Stensättning |              | Södra Vånga, Västergötland |       | 57.933742, 13.363637 | 10179000020002 | Ladda upp en bild av detta fornminne |
| Södra Vånga 3:1              | Kyrka/kapell |              | Södra Vånga, Västergötland |       | 57.937697, 13.362038 | 10179000030001 | Ladda upp en bild av detta fornminne |
| Södra Vånga 4:1              | Stensättning |              | Södra Vånga, Västergötland |       | 57.940605, 13.365428 | 10179000040001 | Ladda upp en bild av detta fornminne |
| Södra Vånga 5:1              | Stensättning |              | Södra Vånga, Västergötland |       | 57.932987, 13.362824 | 10179000050001 | Ladda upp en bild av detta fornminne |
| Södra Vånga 6:1              | Stensättning |              | Södra Vånga, Västergötland |       | 57.935007, 13.366820 | 10179000060001 | Ladda upp en bild av detta fornminne |
| Södra Vånga 6:2              | Stensättning |              | Södra Vånga, Västergötland |       | 57.934763, 13.366973 | 10179000060002 | Ladda upp en bild av detta fornminne |
| Södra Vånga 6:3              | Hällristning |              | Södra Vånga, Västergötland |       | 57.934776, 13.366786 | 10179000060003 | Ladda upp en bild av detta fornminne |
| Södra Vånga 7:1              | Stensättning |              | Södra Vånga, Västergötland |       | 57.936650, 13.366329 | 10179000070001 | Ladda upp en bild av detta fornminne |
| Södra Vånga 8:1              | Stensättning |              | Södra Vånga, Västergötland |       | 57.937135, 13.366985 | 10179000080001 | Ladda upp en bild av detta fornminne |
| Södra Vånga 10:1             | Gravfält     |              | Södra Vånga, Västergötland |       | 57.940814, 13.367534 | 10179000100001 | Ladda upp en bild av detta fornminne |
| Södra Vånga 11:1             | Gravfält     |              | Södra Vånga, Västergötland |       | 57.941010, 13.364256 | 10179000110001 | Ladda upp en bild av detta fornminne |
| Södra Vånga 15:1             | Stensättning |              | Södra Vånga, Västergötland |       | 57.942189, 13.376269 | 10179000150001 | Ladda upp en bild av detta fornminne |
| Södra Vånga 16:1             | Stensättning |              | Södra Vånga, Västergötland |       | 57.940858, 13.375679 | 10179000160001 | Ladda upp en bild av detta fornminne |
| Södra Vånga 17:1             | Röse         |              | Södra Vånga, Västergötland |       | 57.948336, 13.368636 | 10179000170001 | Ladda upp en bild av detta fornminne |
| Södra Vånga 18:1             | Röse         |              | Södra Vånga, Västergötland |       | 57.949312, 13.368355 | 10179000180001 | Ladda upp en bild av detta fornminne |
| Filipsrör (Södra Vånga 19:1) | Röse         |              | Södra Vånga, Västergötland |       | 57.946104, 13.343089 | 10179000190001 | Ladda upp en bild av detta fornminne |
| Filipsrör (Södra Vånga 19:2) | Stensättning |              | Södra Vånga, Västergötland |       | 57.946174, 13.343339 | 10179000190002 | Ladda upp en bild av detta fornminne |
| Södra Vånga 20:1             | Stensättning |              | Södra Vånga, Västergötland |       | 57.945183, 13.345525 | 10179000200001 | Ladda upp en bild av detta fornminne |
| Södra Vånga 21:1             | Stensättning |              | Södra Vånga, Västergötland |       | 57.937787, 13.349743 | 10179000210001 | Ladda upp en bild av detta fornminne |
| Södra Vånga 22:1             | Stensättning |              | Södra Vånga, Västergötland |       | 57.932704, 13.365926 | 10179000220001 | Ladda upp en bild av detta fornminne |
| Södra Vånga 22:2             | Stensättning |              | Södra Vånga, Västergötland |       | 57.932816, 13.365896 | 10179000220002 | Ladda upp en bild av detta fornminne |
| Södra Vånga 23:1             | Stenkrets    |              | Södra Vånga, Västergötland |       | 57.936205, 13.375914 | 10179000230001 | Ladda upp en bild av detta fornminne |
| Södra Vånga 27:1             | Stensättning |              | Södra Vånga, Västergötland |       | 57.931832, 13.349452 | 10179000270001 | Ladda upp en bild av detta fornminne |
| Södra Vånga 29:1             | Stensättning |              | Södra Vånga, Västergötland |       | 57.932019, 13.351779 | 10179000290001 | Ladda upp en bild av detta fornminne |
| Södra Vånga 33:1             | Stensättning |              | Södra Vånga, Västergötland |       | 57.951383, 13.357096 | 10179000330001 | Ladda upp en bild av detta fornminne |
| Södra Vånga 34:1             | Stensättning |              | Södra Vånga, Västergötland |       | 57.930968, 13.358073 | 10179000340001 | Ladda upp en bild av detta fornminne |
| Södra Vånga 34:2             | Stensättning |              | Södra Vånga, Västergötland |       | 57.930900, 13.357702 | 10179000340002 | Ladda upp en bild av detta fornminne |
| Möne 11:2                    | Röse         |              | Södra Vånga, Västergötland |       | 57.930154, 13.363698 | 10174200110002 | Ladda upp en bild av detta fornminne |